# Chiesa cattolica in Georgia
La Chiesa cattolica in Georgia è parte della Chiesa Cattolica universale, sotto la guida spirituale del Papa.
Conta circa 110.000 battezzati pari a circa il 2,5% della popolazione georgiana.

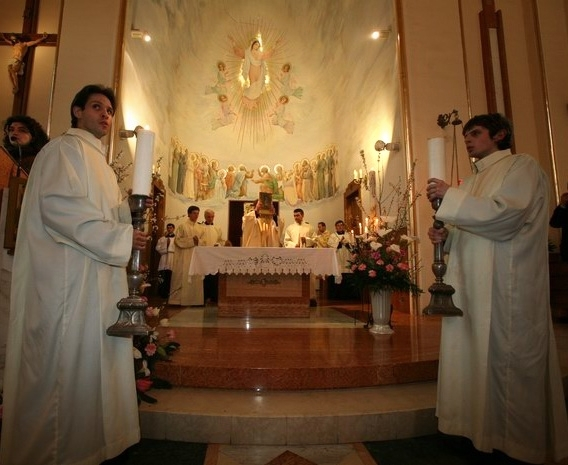
Celebrazione eucaristica nella Cattedrale di Tbilisi, in occasione della visita del presidente polacco Lech Kaczyński

## Situazione
I cattolici georgiani si trovano soprattutto a Tbilisi e nella parte meridionale del paese, dove esistono villaggi interamente cattolici. Ci sono due chiese cattoliche a Tbilisi; la cattedrale dell'Assunzione della Beata Vergine Maria nel centro storico di Tbilisi, e la chiesa parrocchiale dei Santi Pietro e Paolo. Una missione del Cammino neocatecumenale che coinvolge sacerdoti, famiglie missionarie e laici è presente nella parrocchia dei santi Pietro e Paolo dal 1991.
I cattolici di Tbilisi sono per lo più georgiani e armeni, con una piccola comunità assira di rito caldeo. Questa chiesa celebra anche in inglese, per gli immigrati cattolici americani, europei ed indiani.
Ci sono circa 1000 praticanti a Tbilisi.
Molte altre chiese cattoliche sono state riscattate a favore della Chiesa apostolica autocefala ortodossa georgiana, quando dopo la caduta del comunismo lo stato restituì tutte le proprietà ecclesiastiche alla Chiesa georgiana ortodossa. Recentemente, un nuovo seminario è stato costruito alle porte di Tbilisi.
Una chiesa cattolica è presente a Sukhumi, in Abcasia. Altre chiese si trovano a Vale, Gori e a Batumi.
Tutte le comunità cattoliche della Georgia ad eccezione di quelle di rito armeno sono comprese nell'amministrazione apostolica del Caucaso dei Latini, attualmente guidata dal vescovo Giuseppe Pasotto. Le comunità di rito armeno fanno riferimento all'ordinariato dell'Europa orientale, con sede a Gyumri, in Armenia; l'attuale ordinario è l'arcivescovo libanese Raphaël François Minassian, I.C.P.B.

## Nunziatura apostolica
La nunziatura apostolica di Georgia è stata istituita il 24 maggio 1992 con il breve Quo plenius confirmentur di papa Giovanni Paolo II. Il nunzio apostolico è responsabile anche per l'Armenia.

### Nunzi apostolici
- Jean-Paul Aimé Gobel (7 dicembre 1993 - 6 dicembre 1997 nominato nunzio apostolico in Capo Verde, Guinea Bissau, Mali, Senegal e delegato apostolico in Mauritania)
- Peter Stephan Zurbriggen † (13 giugno 1998 - 25 ottobre 2001 nominato nunzio apostolico in Estonia, Lettonia e Lituania)
- Claudio Gugerotti (7 dicembre 2001 - 15 luglio 2011 nominato nunzio apostolico in Bielorussia)
- Marek Solczyński (26 novembre 2011 - 25 aprile 2017 nominato nunzio apostolico in Tanzania)
- José Avelino Bettencourt (8 marzo 2018 - 30 agosto 2023 nominato nunzio apostolico in Camerun e Guinea Equatoriale)
- Ante Jozić, dal 28 giugno 2024